# Cheiracanthium halophilum
Cheiracanthium halophilum är en spindelart som beskrevs av Schmidt och Piepho 1994. Cheiracanthium halophilum ingår i släktet Cheiracanthium och familjen sporrspindlar. Inga underarter finns listade i Catalogue of Life.